# Gniew (stacja kolejowa)
Gniew – stacja kolejowa w Gniewie, w województwie pomorskim, w Polsce.
Około 500 m za stacją w stronę Morzeszczyna znajdowała się jednostanowiskowa lokomotywownia, która np. w 1934 jako Stacja Trakcyjna w Gniewie podlegała Oddziałowi Mechanicznemu w Tczewie, w 1941 jako Lokbf Mewe podlegała Zakładowi Kolejowemu w Tczewie (Bw Dirschau).